# Saint-Just-en-Chaussée
Saint-Just-en-Chaussée település Franciaországban, Oise megyében. Lakosainak száma 5940 fő (2022. január 1.). Saint-Just-en-Chaussée Catillon-Fumechon, Nourard-le-Franc, Plainval, Le Plessier-sur-Saint-Just, Quinquempoix és Valescourt községekkel határos.

## Népesség
A település népessége az elmúlt években az alábbi módon változott:
| Lakosok száma | 5979 | 5972 | 6042 | 6013 | 6033 | 6055 | 6056 | 6060 | 5940 |
|               | 2013 | 2015 | 2016 | 2017 | 2018 | 2019 | 2020 | 2021 | 2022 |